# Władysław Żeleński
Władysław Marcjan Mikołaj Żeleński (Grodkowice, 6 luglio 1837 – Cracovia, 23 gennaio 1921) è stato un compositore, pianista e organista polacco.

## La vita
Władysław Żeleński nacque a Grodkowice, villaggio a soli venti chilometri dalla capitale polacca. Studiò a Praga e a Parigi e rivestì il ruolo di direttore del conservatorio di Cracovia dal 1881 fino alla morte, avvenuta nel 1921.
Fu una figura importante del neoromanticismo polacco; la sua musica è considerata una capace conciliazione della tradizione romantica con quella folkloristica della sua Polonia.
Władysław fu inoltre il padre dello scrittore e traduttore Tadeusz Boy-Żeleński.

## La musica
Dell'intero portato compositivo - che comprende sinfonie, poemi sinfonici, musica per pianoforte solista e numerose composizioni vocali e strumentali di matrice cameristica - particolarmente note ed apprezzate sono le opere, grazie alle quali godette in vita di grande popolarità. 
Considerato l'epigono della tradizione operistica di Stanisław Moniuszko, tra le tante composte fanno spicco Goplana, Janek, Konrad Wallenrod e Stara baśń. Scrisse inoltre più di cento canzoni, alcune delle quali molto conosciute (Słowiczku mój, Na Anioł Pański, Zaczarowana królewna).

### Altre composizioni scelte
Composizioni sinfoniche
- W Tatrach (Nei monti Tatra), ouverture, Op. 27
- Echa leśne (Echi della Foresta), ouverture
- Suita tańców polskich (Suite di danze polacche), Op. 47
- Symfonie lesne (Sinfonia "Primavera"), Op. 41
- Polonez koncertowy (Concerto alla polacca)
- Trauerklänge, Elegisches Andante, Op.36

Composizioni concertanti
- Koncert a-moll per pianoforte
- Romance per violoncello e orchestra, Op. 40

Musica da camera
- Quartetto con pianoforte in Do minore, Op. 61
- Trio con pianoforte in Mi maggiore, Op. 22
- Romanza per violino e pianoforte, Op. 16
- Sonata in Fa maggiore per violino e pianoforte, Op. 30
- Quartetto per archi in Fa maggiore, Op. 28
- Quartetto per archi in La maggiore, Op. 42
- Wariacje na temat własny (Variazioni su di un tema originale) per quartetto d'archi, Op. 21 (1883)

Composizioni per tastiera
- Valse-Caprice per pianoforte, Op. 9
- Deux morceaux de salon per pianoforte, Op. 11
- Sechs Charakterstücke per pianoforte, Op. 17
- Humoreske und Gavotte, due pezzi per pianoforte, Op. 18
- Sonata in Mi minore per pianoforte, Op. 20
- 2 Mazurkas per pianoforte, Op. 31
- 25 Preludes per organo, Op. 38
- Marsz uroczysty (Marcia cerimoniale) per pianoforte, Op. 44
- Rêverie per pianoforte, Op. 48
- Oda do młodości. Marsz uroczysty (Ode alla giovinezza. Marcia solenne) per pianoforte, Op. 51
- Deux Morceaux per pianoforte, Op. 61